# Diö
Diö è un'area urbana della Svezia situata nel comune di Älmhult, contea di Kronoberg.
La popolazione risultante dal censimento 2010 era di 910 abitanti .